# Стрілецька дивізія
Стріле́цька диві́зія (сд) — основне загальновійськове тактичне (оперативно-тактичне) з'єднання сухопутних військ постійного складу в збройних силах, основу якого становили піхотні (стрілецькі) частини та підрозділи, а також підрозділи інших родів військ та спеціальних військ, органів управління та забезпечення.

## Червона армія

### Громадянська війна в Росії
Після розпаду Російської імперії на основі піхотних дивізій російської імператорської армії були знов утворені в дусі революційного часу стрілецькі дивізії.
З початку перші стрілецькі дивізії складалися зі стрілецьких бригад й мали:
- 3 бригади по 2 стрілецькі полки в кожному;
- артилерійську бригаду
- кавалерійський полк
- батальйон зв'язку
- розвідувальну роту
- інженерний батальйон
- авіазагін аеростатів
- авіагрупу літаків
- підрозділи забезпечення

Дивізія 1918 року мала штат 26 972 військових, в тому числі 14 220 штиків та 10 048 кінноти.
На основі директиви № 220/34 наприкінці 1918 року була змінена організаційно-штатна структура дивізій: кількість полків у бригадах була збільшена до 3-х, артилерійська бригада розформована, а артилерійські дивізіони та кінно-артилерійська батарея перейшли в підпорядкування стрілецьких бригад. Створювався в дивізії також автобронезагін.
З 1921 року стрілецькі дивізії перейшли на штати мирного часу зі штатною чисельністю 15 876 військовослужбовців у складі 2-х стрілецьких бригад, й скороченням артилерії до двох дивізіонів та кавалерії з 4-х до 3-х ескадронів у полках.
З 10 червня 1922 організаційно-штатна структура дивізій перейшла з бригадної на полкову основу, по три стрілецьких полки в кожній дивізії. Дивізії прикордонних військових округів мали у штати 8705 чоловік, у той час як внутрішні округи — 6725 військовослужбовців. Кількість стрілецьких дивізій в Червоній Армії скоротилась до 49.

### Німецько-радянська війна
Стрілецькі дивізії входили до складу стрілецьких корпусів і загальновійськових (ударних) армій. На початок німецько-радянської війни у складі РСЧА було 198 стрілецьких дивізій. З цього числа 19 були гірськострілецькими, а 2 — мотострілецькими. Ці дві останні знаходились на території Монголії.
Відповідно до затвердженого 10 червня 1940 штату № 4/100 мирного часу стрілецька дивізія основного складу включала 3 стрілецьких полки і на відміну від піхотних дивізій армій інших країн світу, не один, а два артилерійські полки. На додаток до цих частин до складу дивізії входили протитанковий і зенітний артилерійські дивізіони, а безпосередня вогнева підтримка дій стрілецьких підрозділів здійснювалася артилерійськими і мінометними батареями, що входили до складу стрілецьких полків і батальйонів. Кожен стрілецький полк, окрім трьох стрілецьких батальйонів, включав батарею полкових гармат калібру 76,2 мм, батарею 45-мм протитанкових гармат і батарею 120-мм мінометів. У батальйоні був взвод 45-мм протитанкових гармат і рота 82-мм мінометів. Кожна з 27 стрілецьких рот дивізії мала в своєму розпорядженні три 50-мм міномети.
Таким чином, в стрілецькій дивізії знаходилося за штатом 210 гармат і мінометів (без врахування 84-х 50-мм мінометів), що дозволяло класифікувати її як стрілецько-артилерійське з'єднання (вже в 1935 році 40 % особового складу дивізії складали артилеристи і кулеметники). Іншою особливістю дивізії був досить сильний розвідувальний батальйон, що включав окрім інших підрозділів роту плавучих танків (16 бойових машин) і роту бронеавтомобілів (13 машин).
До початку масового розгортання механізованих корпусів в 1940 р. багато стрілецьких дивізій Червоної Армії мали і танковий батальйон у складі двох-трьох рот легких танків (до 54 машин). З врахуванням наявності в дивізії автомобільного батальйону (понад 400 автомобілів, у воєнний час 558) у командира дивізії була можливість у разі потреби сформувати потужне рухоме формування в складі розвідувального і танкового батальйонів і стрілецького полку на вантажівках з артилерією.
За штатом № 4/100 мирного часу чисельність стрілецької дивізії — 10 291 особа, всі її підрозділи були розгорнуті. За відповідним, до цього штату мирного часу, штатом воєнного часу 04/100 чисельність стрілецької дивізії складала 17 166 особи. Перед самим початком війни були внесені зміни і 5 квітня 1941 року був прийнятий новий штат воєнного часу 04/400. За цим штатом чисельність стрілецької дивізії складала 14 483 особи і у випадку мобілізації для доукомплектування до цього штату воєнного часу дивізія повинна була отримати додатково близько 4 200 осіб особового складу, 1 100 коней і 150 автомашин. Скорочення чисельності особового складу стрілецької дивізії воєнного часу було зроблене з метою зменшення числа потрібних залізничних вагонів для перевезення дивізій у випадку оголошення мобілізації. Цікаво, що відповідний до штату 04/400 воєнного часу штат мирного часу 4/400 так і не встигли прийняти (або й не мали наміру) і у випадку війни потрібно було проводити розгортання стрілецьких дивізій на штат 04/400 зі штату 4/100.
Водночас вище керівництво СРСР ухвалило рішення про так зване приховане розгортання військ і переміщення значної їх кількості до західних кордонів під прикриттям весняних великих навчань. Скільки стрілецьких дивізій було переведено на новий штат 04/400 воєнного часу під час цього прихованого розгортання і чи взагалі хоча б одну з них встигли перевести на цей штат до початку війни з відкритих, заслуговуючих довіру джерел не відомо.